# Compagnie aéronautique Tachikawa
Pour les articles homonymes, voir Tachikawa (homonyme).
La compagnie aéronautique Tachikawa (中島飛行機株式会社, Tachikawa Hikōki Kabushiki Kaisha) est une manufacture d'avions et de composants aéronautiques active durant des années 1920 à 1940.

## Histoire

### Filiale des chantiers navals Ishikawajima et Société aéronautique Tachikawa
En novembre 1924, les chantiers navals Ishikawajima (la future IHI) crée une filiale, la Société de fabrication d'avions Ishikawajima (石川島飛行機製作所, Ishikawajima Hikōki Seisakushō).
En 1936, l'armée impériale japonaise prend le contrôle de la société et la renomme Société aéronautique Tachikawa.
La société construit principalement des avions d'entraînement et des chasseurs pour l'armée impériale japonaise. Certains sont de sa propre conception, d'autres sous licences japonaises ou étrangères comme le Lockheed L-14 Super Electra.
Elle a aussi conçu un certain nombre de projets et prototypes jamais construits en série.
A la fin de la Seconde Guerre mondiale, le site de production est gravement endommagé par les bombardements et la production prend fin lors de la reddition du Japon en août 1945.
L'essentiel de ses biens, y compris son aérodrome, sont saisis et intégrés à la base aérienne américaine de Tachikawa.
Nombre de ses ingénieurs vont travailler dans l'industrie automobile (Nissan, Toyota). La Compagnie de moteurs Prince (rachetée en 1966 par Nissan) était issue de la Société aéronautique Tachikawa.

### Nouvelle société aéronautique Tachikawa
Au début de l'occupation du Japon après la fin de la Seconde Guerre mondiale, toute l'industrie aéronautique japonaise est démantelée et les usines converties vers d'autres usages, civils.
Après la levée de l'interdiction de développer des avions en novembre 1949, Tachikawa est reconstituée sous le nom de Nouvelle société aéronautique Tachikawa (新立川飛行機株式会社, Shin Tachikawa Kōkūki Kabushiki Kaisha).
Shin Tachikawa construit des prototypes d'avions d'entraînement, le R-52 étant le premier avion entièrement japonais construit après la guerre.
Cependant, aucun de ses avion ne connait de succès commercial et la société vit en fabriquant des composants industrielle pas seulement aéronautiques.
En 1955, le nom de la société change de nouveau en Tachihi Kigyō (立飛企業株式会社, Tachihi K.K.) pour gommer « aéronautique » dans laquelle elle n'est plus significativement impliquée.
Depuis 1976, à la suite de la restitution d'une grande partie des terrains occupés par l'aviation américaine depuis la fin de la Seconde Guerre mondiale, la société s'est développée dans l'immobilier, l'électronique grand public et la sous-traitance automobile.

## Appareils produits

### Ishikawajima (1924-1936)
- Ishikawajima T-2 - 1927 deux prototypes d'avion de reconnaissance[3].
- Ishikawajima CM-1 (par la suite Ishikawajima R-1) - 1927 un unique prototype d'entrainement primaire à structure en bois[4].
- Ishikawajima R-2 - 1927 avion d'entrainement primaire à structure entièrement métallique. Deux construits[4].
- Ishikawajima T-3 - 1928 un unique prototype d'avion de reconnaissance[5].
- Ishikawajima R-3 - 1929 avion d'entrainement primaire. Cinq construits[6].
- Ishikawajima R-5 - 1933 avion d'entrainement primaire. Deux construits[7].

### Tachikawa (1936-1945)

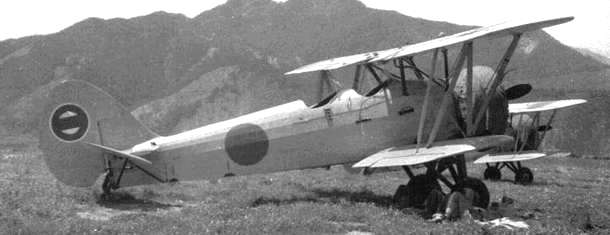
Tachikawa Ki-9, avion d'entraînement

- Ki-9 - avion militaire d'entrainement
- Ki-17 - avion militaire d'entrainement
- Ki-26 - prototype de planeur d'entraînement (1936)
- Ki-29 - prototype de bombardier léger (1936). Le Mitsubishi Ki-30 lui est préféré.
- Ki-36 - avion d'attaque au sol
- Ki-54 - bimoteur d'entrainement avancé
- Ki-55 - avion militaire d'entrainement
- Ki-70 - avion de reconnaissance photographique rapide
- Ki-72 - version re-motorisée et avec un train d’atterrissage rétractable du Ki-55. Non construit.
- Ki-74 - bombardier de haute altitude
- Ki-77 - avion de recherche à long rayon d'action
- Ki-92 - avion de transport
- Ki-94 I - intercepteur de haute altitude push-pull
- Ki-94 II - intercepteur de haute altitude
- Ki-104 - version d'attaque du Ki-94. Non construit.
- Ki-110 - prototype en bois du Ki-54
- Ki-111 - projet d'avion citerne basé sur le Ki-54
- Ki-114 - projet d'avion citerne en bois basé sur le Ki-54
- Tachikawa KKY - avion sanitaire léger. 23 construits[8].
- Tachikawa KS - 1939 avion photographique pour la Société gouvernementale des chemins de fer japonais basé sur le KKY. Deux construits[9].
- Tachikawa R-38 - avion civile d'entrainement à voilure parasol. Deux construits[10].
- T.S. 1 - avion d'entrainement léger

L'entreprise produisit également des avions dessinés par d'autres entreprises dont :
- Ki-24 - planeur Schneider SG-38
- Ki-25 - prototype de planeur (1937) basé sur le Göppingen Gö 3
- Lockheed Type LO avion de transport
- Tachikawa-Lockheed Type-B / Tachikawa SS-1 dérivé du précédent, avion de recherche de haute altitude (pressurisé)

### Nouveau Tachikawa (1949-1955)
Tous des avions civils d'entrainement.
- R-52
- R-53
- R-MH-310